# Moncetz-Longevas
Moncetz-Longevas je francouzská obec v departementu Marne v regionu Grand Est. V roce 2015 zde žilo 539 obyvatel.

## Poloha obce
Sousední obce jsou: Courtisols, Chepy, Sarry a Sogny-aux-Moulins

## Vývoj počtu obyvatel
Počet obyvatel